# 沙鹿交流道
沙鹿交流道為臺灣國道三號的交流道，位於臺灣臺中市沙鹿區，指標為176k。銜接台10線，臨近臺中國際機場。
交通部高速公路局將沙鹿交流道北出匝道旁的綠地列為「樹島示範區」，復育大肚山天然植被。另外，為改善沙鹿地區淹水問題，高公局特別於沙鹿交流道環道空間設置滯洪池，可暫時儲存地表逕流約188分鐘，避免大量洪流灌注市區，解決淹水災害。
|              | 176 沙鹿 |  | 大雅 沙鹿 |
| 臺中國際機場 | 176 沙鹿 |  |           |

## 鄰近重要道路
- 台10線（中清路）
- 台10乙線（中航路）
- 中67線（中山路）
- 三民路

## 外部連結
- 國道三號沙鹿交流道示意圖 （页面存档备份，存于）（交通部高速公路局）